# 普拉多德尔雷
普拉多德尔雷（西班牙語：Prado del Rey）是西班牙安达卢西亚自治区加的斯省的一个市镇。总面积49平方公里，总人口5710人（2017年），人口密度118人/平方公里。

## 经济
该市的经济以农业为基础，尤以本土葡萄酒“pajaretes”和蜜蜂养殖闻名。

## 图集

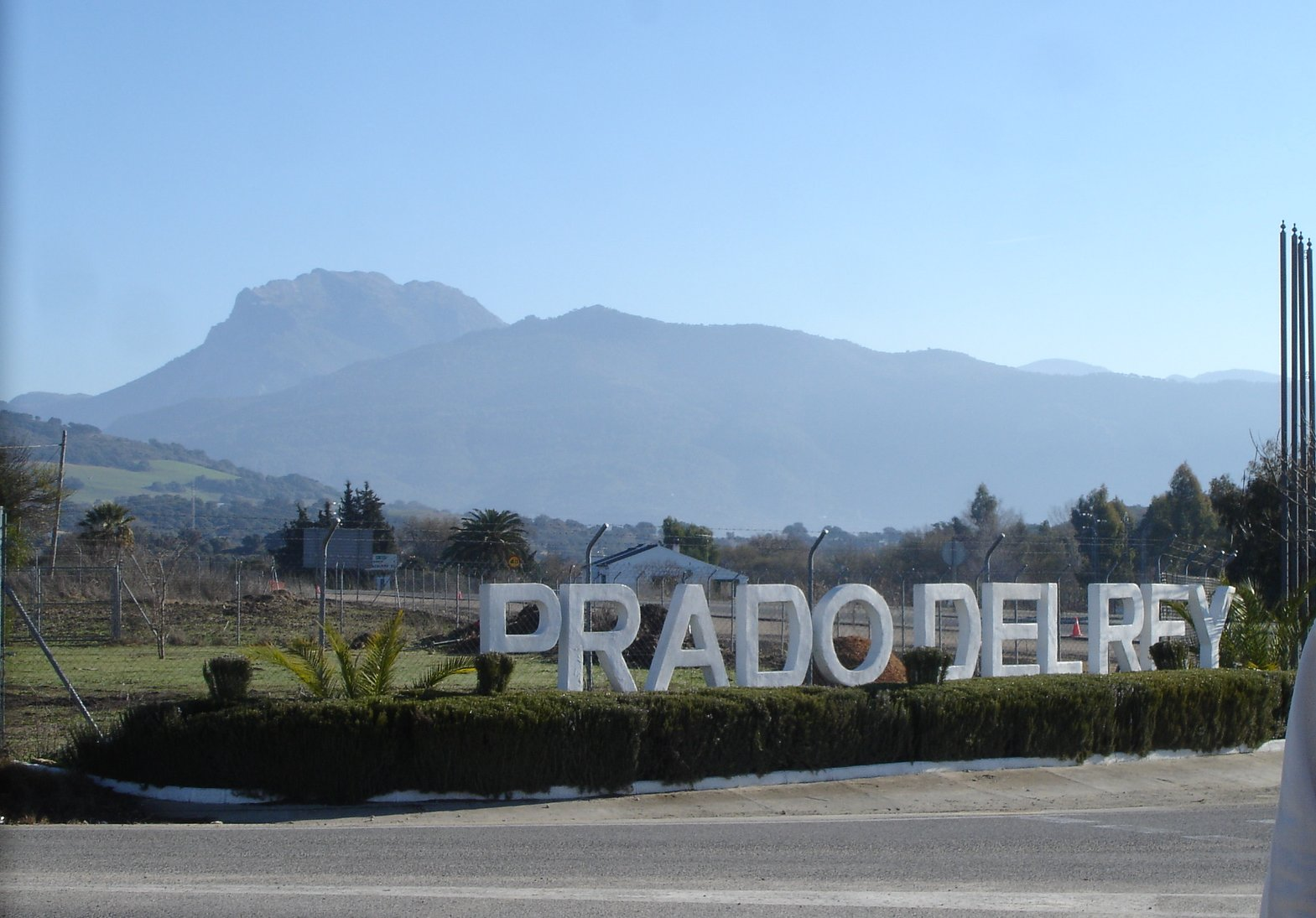
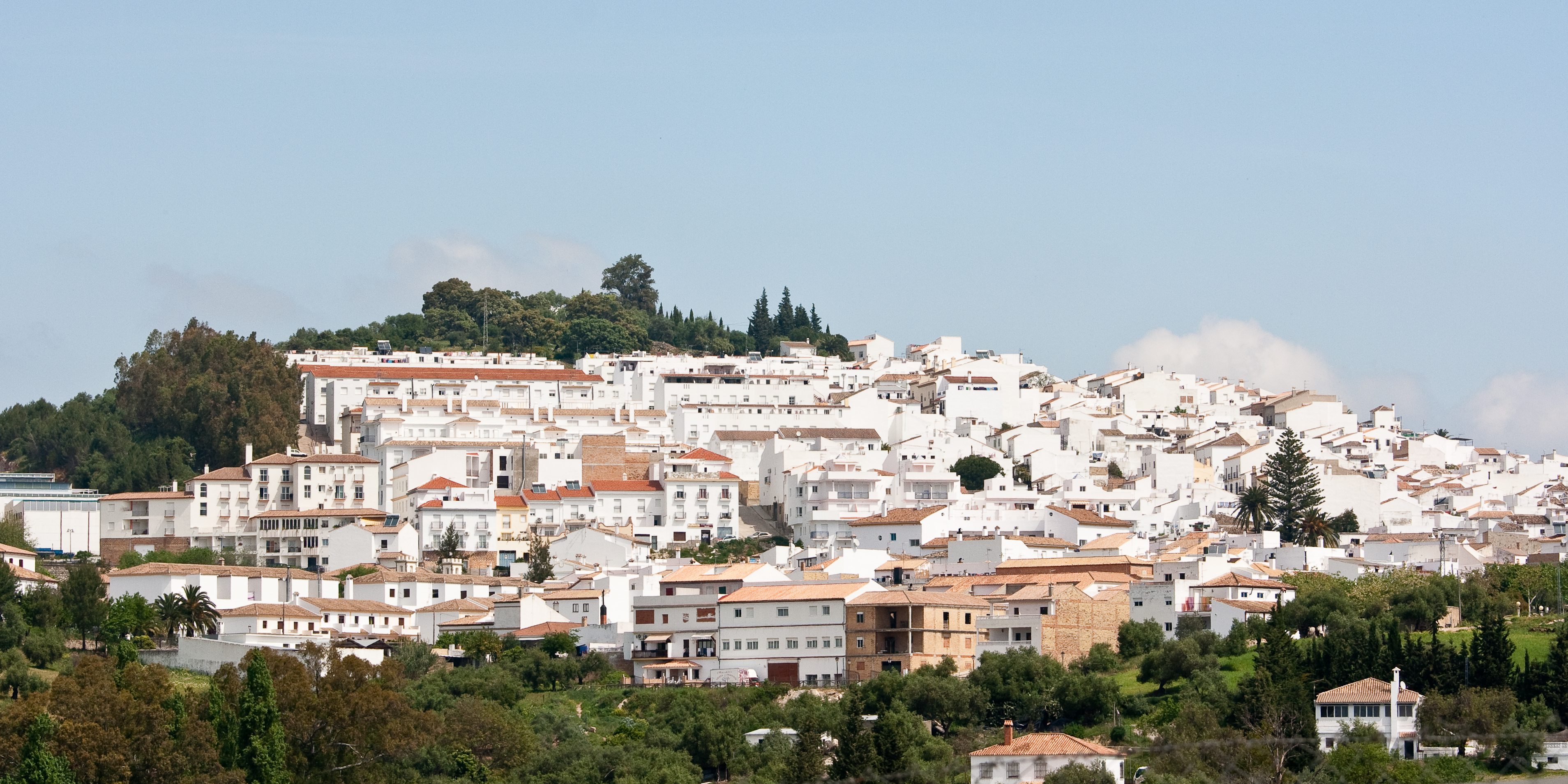
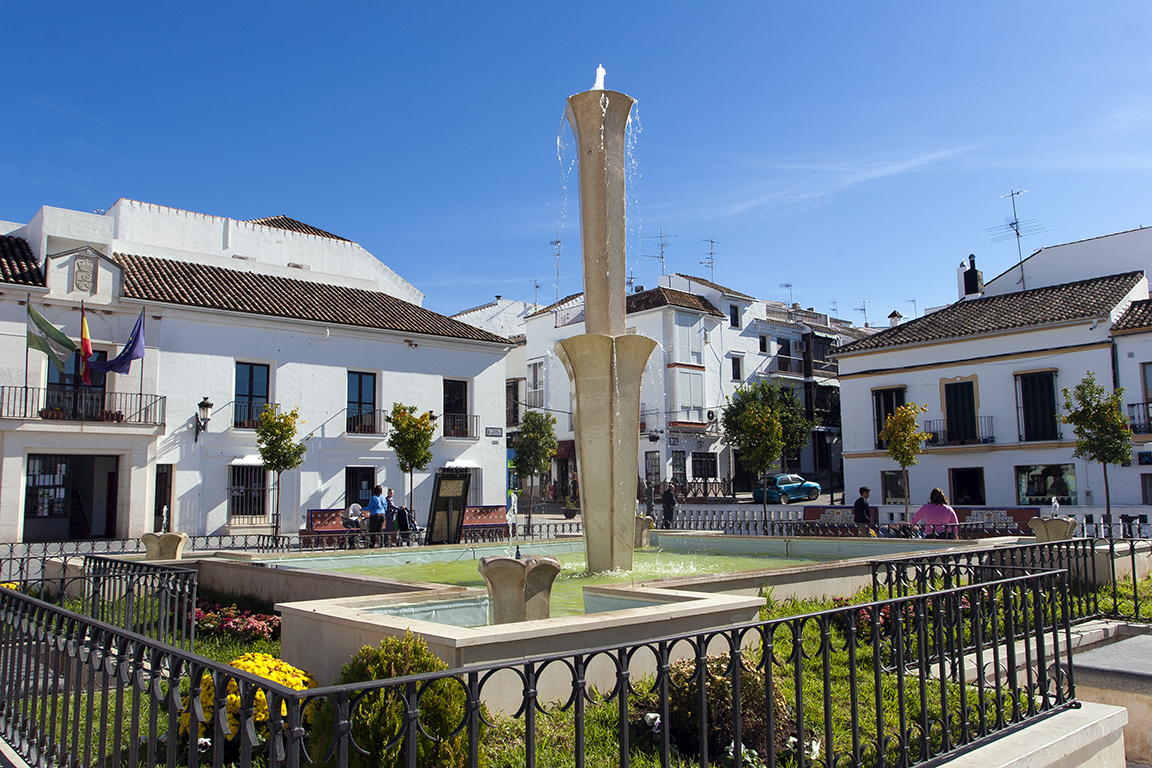

## 节日
- 狂歡節
- 圣周，每年春季举行。
- 基督聖體聖血節，每年一月举行。
- 家畜节，每年九月举行。
- 蜂蜜节[3]

## 人口
| 普拉多德尔雷历史人口变化 |
|                          |
| 来源：西班牙国家统计局   |